# Complesso forestale di Kaeng Krachan
Complesso forestale di Kaeng Krachan è il nome di un sito patrimonio dell'umanità dell'UNESCO in Thailandia. Copre le aree dei parchi nazionali di Kaeng Krachan, Kui Buri, Chaloem Phrakiat Thai Prachan e Mae Nam Phachi Wildlife Sanctuary, nelle province di Ratchaburi, Phetchaburi e Prachuap Khiri Khan della Thailandia occidentale, al confine del paese con la Birmania. Il sito è stato iscritto nella lista del patrimonio dell'umanità nel 2021.

## Descrizione
Si trova lungo il versante thailandese della catena montuosa del Tenasserim, parte di un crinale montuoso nord-sud di granito e calcare che scende lungo la penisola malese. Situato all'incrocio tra i regni faunistici e floreali dell'Himalaya, dell'Indocina e di Sumatra, il sito ospita una ricca biodiversità. È dominato da foreste sempreverdi, semi-sempreverdi secche e sempreverdi umide, con alcune foreste miste di latifoglie, montane e decidue di dipterocarpi. Nel sito sono state segnalate numerose specie di piante endemiche e in via di estinzione a livello globale, che si sovrappongono a due Important Bird Areas (IBA) ed è noto per la sua ricca diversità di avifauna, tra cui otto specie minacciate a livello globale.
Il sito ospita il coccodrillo siamese (Crocodylus siamensis), il licaone asiatico (Cuon alpinus), il Banteng (Bos javanicus), l'elefante asiatico (Elephas maximus), la tartaruga gialla allungata (Indotestudo elongata) e la specie in via di estinzione Tartaruga gigante asiatica (Manouria emys), oltre a molte altre specie vulnerabili di uccelli e mammiferi. Sorprendentemente, ospita anche otto specie di felini: la tigre in via di estinzione (Panthera tigris) e il gatto pescatore (Prionailurus viverrinus), il leopardo quasi minacciato (Panthera pardus) e il gatto dorato asiatico (Catopuma temminckii), il vulnerabile leopardo nebuloso (Neofelis nebulosi) e il gatto marmorizzato (Pardofelis marmorata), nonché il gatto della giungla  Felis chaus) e il gatto leopardo (Prionailurus bengalensis).

## Questioni sui diritti umani
Il sito è stato iscritto nella lista del patrimonio dell'umanità nel 2021 durante la 44ª sessione estesa del Comitato del Patrimonio Mondiale, tra le polemiche che circondano la campagna, di lunga data, del governo per spostare, con la forza, il popolo indigeno S'gaw Karen di Bang Kloi dal suo villaggio a Kaeng Krachan NP, che ha coinvolto anche l'omicidio dell'attivista Porlajee Rakchongcharoen nel 2014. Giorni prima dell'iscrizione, un gruppo di relatori speciali per il Consiglio per i diritti umani delle Nazioni Unite aveva esortato il Comitato del patrimonio mondiale a rinviare la nomina a causa delle continue violazioni dei diritti, ma la stessa è stata approvata con il sostegno di Cina e Russia, tra gli altri paesi. Il governo thailandese aveva precedentemente avanzato due candidature per il sito, la prima nel 2016.